# Compsibidion trinidadensis
Compsibidion trinidadensis là một loài bọ cánh cứng trong họ Cerambycidae.